# Chapelle Notre-Dame-des-Sept-Douleurs de Champeillant
 (mars 2016).
Si vous disposez d'ouvrages ou d'articles de référence ou si vous connaissez des sites web de qualité traitant du thème abordé ici, merci de compléter l'article en donnant les références utiles à sa vérifiabilité et en les liant à la section « Notes et références ».
La chapelle Notre-Dame-des-Sept-Douleurs de Champeillant, aussi appelée chapelle de Champeillant, est une chapelle catholique située à Féternes (Haute-Savoie). 
Il s'agit d'un sanctuaire marial et un lieu de pèlerinage.

## Historique
La construction de la chapelle est réputée avoir été projetée par le curé de Féternes vers 1920. Un mourant du hameau de Vers La Grange refusant de recevoir le sacrement de l'extrême onction, le curé, passant devant l'oratoire de Champeillant à son retour, fait vœu d'élever une chapelle à cet endroit si le moribond revient sur sa position. C'est ce qui advient ; dès lors, la chapelle est dédiée à Notre-Dame-des-Sept-Douleurs. Elle est inaugurée et bénite le 14 septembre 1924 par le prêtre Maniglier.
En 1956, l'édifice est restauré: l'entrée est déplacée du côté sud et protégée par la construction d'un vaste auvent. En 1979, le toit est refait et recouvert de bardeaux canadiens. En 1994, l’extérieur de la chapelle est rénové. Un nouveau clocher est aménagé en 1997 et une statue de bois sculptée par un habitant de Féternes, Bernard Hauteville, est installée. En 2012, la chapelle est de nouveau entièrement refaite.
Le troisième dimanche de septembre, elle accueille un pèlerinage qui réunit les habitants du plateau de Gavot.